# San Michele Mondovì
San Michele Mondovì es una localidad y comune italiana de la provincia de Cuneo, en Piamonte. Tiene una población estimada, a fines de 2020, de 1.847 habitantes.

## Evolución demográfica
| Gráfica de evolución demográfica de San Michele Mondovì entre 1861 y 2001 |
|                                                                           |
| Fuente ISTAT - elaboración gráfica de Wikipedia                           |